# Maria Droste zu Vischering
Maria Gräfin Droste zu Vischering (vollständiger Name: Maria Anna Johanna Franziska Theresia Antonia Huberta Droste zu Vischering, Ordensname Maria vom Göttlichen Herzen; * 8. September 1863 in Münster; † 8. Juni 1899 in Porto) war eine deutsche Ordensschwester in der Kongregation der Schwestern vom Guten Hirten. Sie wird in der katholischen Kirche als Selige verehrt.

## Leben

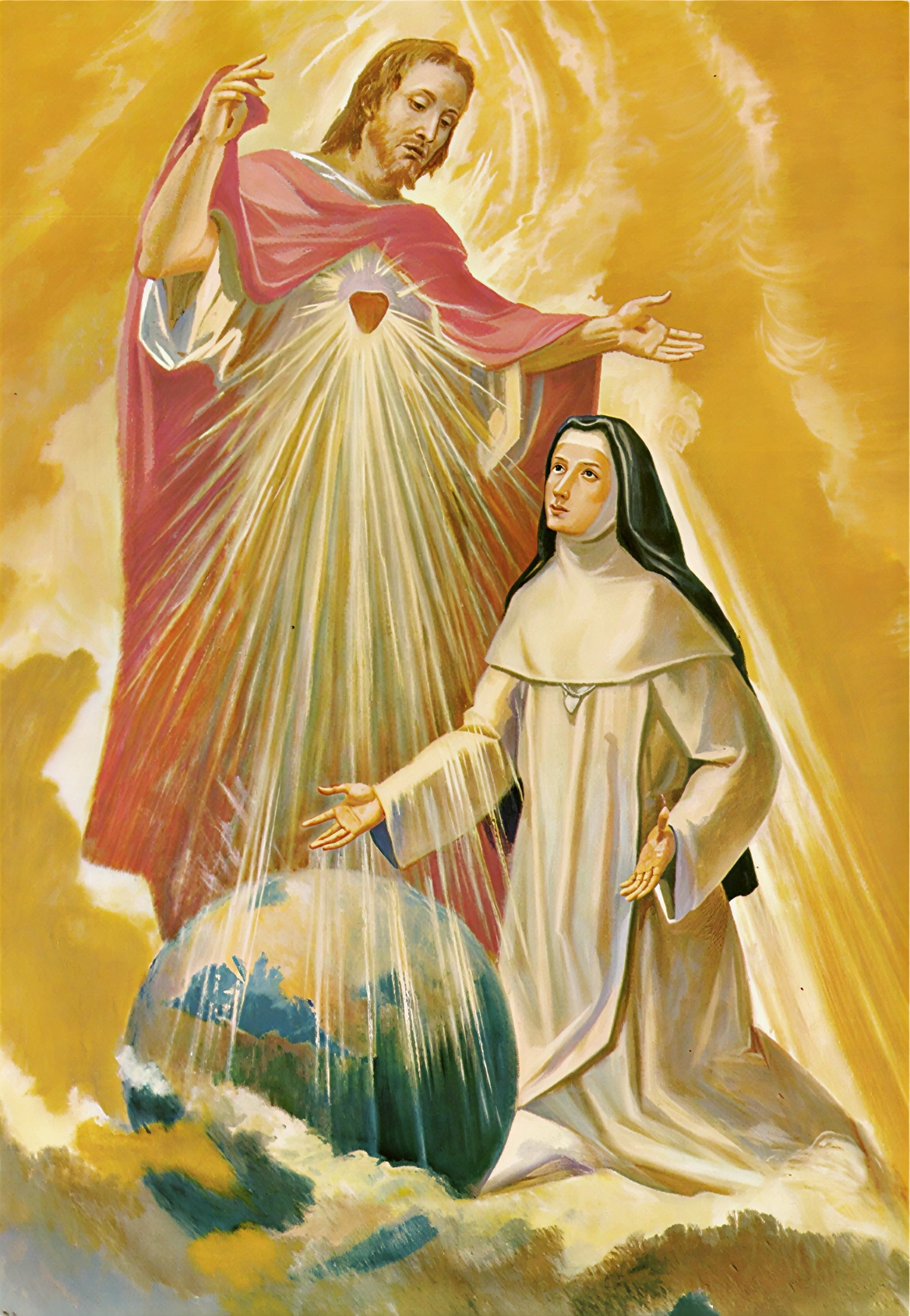
Andachtsbildchen mit der Vision Schwester Marias vom Göttlichen Herzen: Die Liebe des Heiligsten Herzens Jesu erhellt die ganze Welt.

Geboren wurden Maria Droste zu Vischering und ihr Zwillingsbruder Maximilian am Fest Mariä Geburt, dem 8. September 1863, in Münster im Erbdrostenhof. Ihre Familie gehörte väterlicherseits zum westfälischen Uradelsgeschlecht der Reichsfreiherren Droste zu Vischering, die Erbdroste des Hochstifts Münster waren. Ihr Vater war Clemens Heidenreich Droste zu Vischering (1832–1923) und ihre Mutter, dessen Ehefrau Helene von Galen (1837–1917), war auch aus dem katholischen Uradel, aus der Grafenfamilie Galen aus dem Oldenburger Münsterland. Aus ihrer Familie entstammen zahlreiche hohe katholische Würdenträger; unter anderem Clemens August Droste zu Vischering (1773–1845), von 1835 bis 1845 Erzbischof von Köln; Kaspar Maximilian Droste zu Vischering (1770–1846), von 1826 bis 1846 Bischof von Münster, und ihr Cousin Clemens August Kardinal Graf von Galen (1878–1946), der in der Zeit des Nationalsozialismus von 1933 bis 1946 Bischof von Münster war und 2005 seliggesprochen wurde. Am 9. September 1863 wurden die Zwillinge, die Kinder waren von schwächlicher Konstitution, in einer Nottaufe durch den Bruder der Mutter, Maximilian Gereon von Galen, der damals Präfekt am Priesterseminar in Mainz war und später Weihbischof in Münster, getauft.
Maria Droste wuchs unbeschwert auf dem Familiensitz, dem Wasserschloss Darfeld (im heutigen Kreis Coesfeld) innerhalb einer täglich praktizierten Marienfrömmigkeit auf, mit Rosenkranzgebet und Marienandacht. Mit 15 Jahren besuchte sie die Schule des Klosters Sacré Coeur Riedenburg, das von den Schwestern des Heiligen Herzens von Riedenburg am Bodensee in der Stadt Bregenz in Vorarlberg geleitet wurde. Die Riedenburg war 1853 in den Besitz der Magdalena Sophie Barat gegangen, die die Gesellschaft vom Heiligen Herzen Jesu (Sacré-Cœur) gegründet hatte.
1888 trat Maria Droste in Münster ins Kloster der Schwestern vom Guten Hirten ein. In Zeiten, in denen die Industrialisierung im neu gegründeten Deutschen Reich rasant voranschritt, wurden vor allem verarmte und obdachlose Frauen sowie hilfesuchende Prostituierte in den Häusern der Kongregation aufgenommen. 1891 beendete Schwester Maria ihr Noviziat und legte die Ordensgelübde ab. In der Folge betreute sie dann eine eigene Mädchenwohngruppe.
Im Januar 1894 wurde sie nach Lissabon gesandt als Assistentin der Provinzoberin in Portugal, Anna von Schorlemer, ebenfalls eine westfälische Adlige. Im Mai 1894 wurde sie zur 3. Oberin des erst 1881 gegründeten Klosters vom Guten Hirten in dem Arbeitervorort Paranhos der Stadt Porto ernannt. Auch dort kümmerte sie sich um das Armenwesen und lernte die Schattenseiten der rasanten Industrialisierung kennen und kümmerte sich um die in Armut und Prostitution gedrängten Mädchen und Frauen. Ihre adlige Herkunft war ihr nützlich bei ihrem Anliegen, die nötigen finanziellen Mittel von reichen Adligen und Fabrikbesitzern zu bekommen. Dort lernte sie 1895 den Benediktinerabt Ildefons Schober kennen, der ihr geistlicher Seelenführer wurde und mit dem sie einen regen Briefwechsel pflegte.

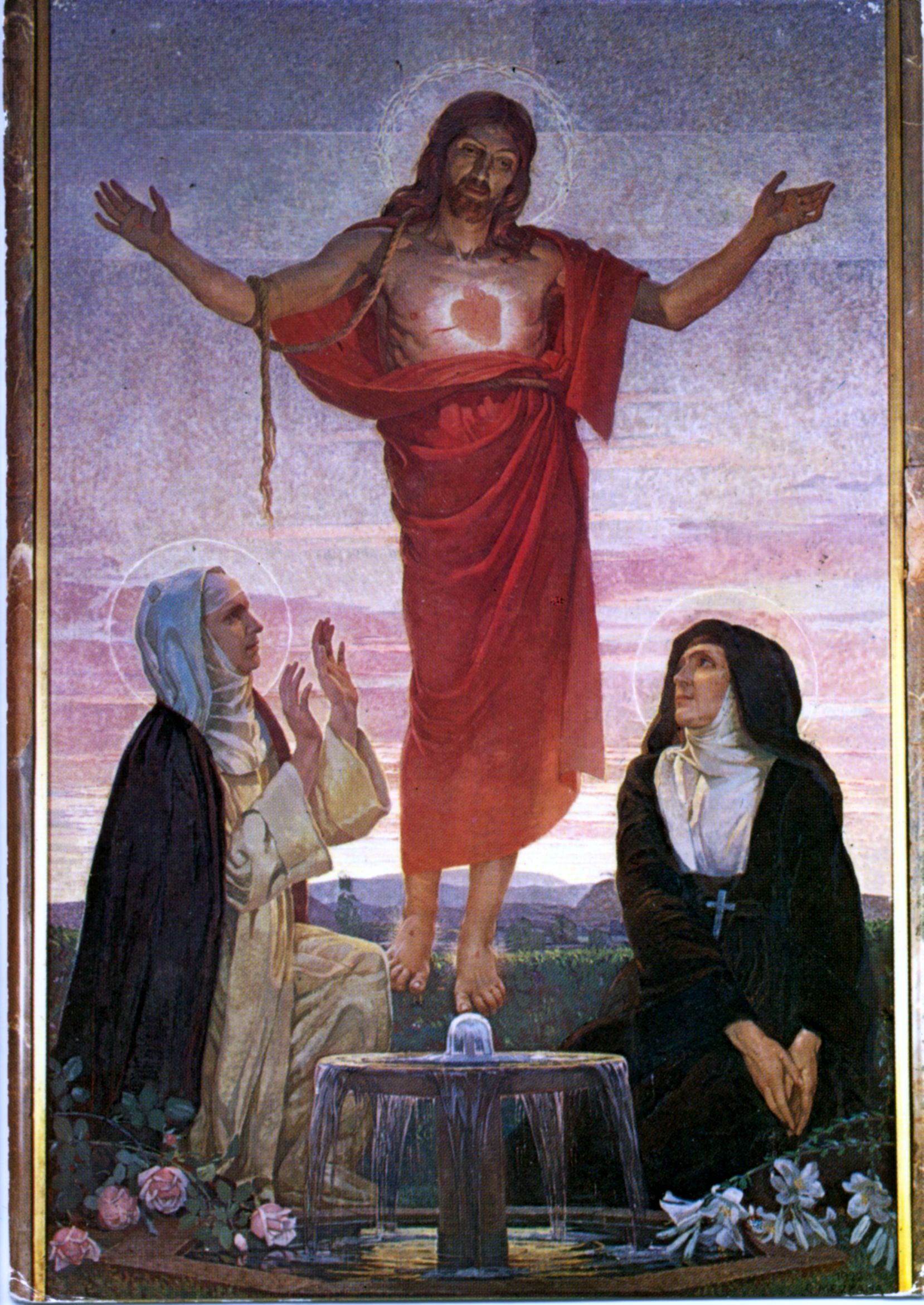
Andachtsbild: Christus offenbart Margareta Maria Alacoque (rechts) und Maria vom Göttlichen Herzen Jesu Gräfin Droste zu Vischering sein Herz.

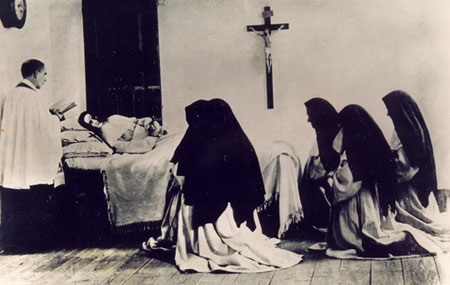
Andachtsbildchen mit der aufgebahrten Schwester Maria vom Göttlichen Herzen Jesu im Kloster der Schwestern zum Guten Hirten in Porto, Portugal (1899)

## Krankheit und die Weihe der ganzen Welt ans Heiligste Herz Jesu
Die schwierigen wirtschaftlichen Verhältnisse des Klosters der Schwestern vom Guten Hirten wurden geklärt – ihr Vater kaufte das Gebäude und tilgte die Schulden des Klosters – das Haus wurde renoviert. Sr. Maria errichtete einen Klausurbereich, etwas was eigentlich in Portugal nicht mehr erlaubt war.
Um 1898 hatte Sr. Maria den Plan, eine Klosterkirche errichten zu lassen, die dem Heiligsten Herzen Jesu geweiht sein sollte.
Während ihrer portugiesischen Jahre vertieften sich die mystischen Erfahrungen Sr. Marias. Am 25. Mai 1899 veröffentlichte Papst Leo XIII. die Enzyklika Annum sacrum, in der er den 11. Juni als Tag der Weihe der ganzen Welt an das Heiligste Herz Jesu festlegte, was auf die Visionen und Schriften Sr. Marias zurückging. Wenige Tage zuvor, am 18. Mai, hatte Papst Leo XIII. die Eltern Sr. Marias in Privataudienz empfangen. Der Papst sagte ihnen: „Sagt Eurer Tochter, dass die geforderte Weltweihe ans Heilige Herz in allen Kathedralen und Kirchen der Welt vollzogen werde; und sagt ihr, dass dies die Konsequenz ist, von dem, was sie mir mitteilte und, dass ich die größten Gnaden für die ganz Welt erwarte.“ Maria Droste erfuhr zwar noch von der Weltweihe, erlebte den Herz-Jesu-Tag aber nicht mehr. Denn sie verstarb am 8. Juni 1899 während der Vesper zum ersten Herz-Jesu-Hochfest im Alter von 35 Jahren an Knochentuberkulose.

## Seligsprechung
Sr. Maria vom Göttlichen Herzen ist vor allem als Mystikerin bekannt. Papst Leo XIII. regte selbst bereits im Oktober 1899 an, die ersten Dokumente für einen Seligsprechungsprozess zu sammeln. 45 Jahre nach ihrem Tod wurde der Leichnam Sr. Marias unverwest aufgefunden. Er befindet sich seither in einem Reliquienschrein in der neuen Herz-Jesu-Kirche in Ermesinde.
Am 1. November 1975 wurde Sr. Maria vom Göttlichen Herzen von Papst Paul VI. in Rom seliggesprochen, ihr Gedenktag ist der 8. Juni. Ihre Kongregation leitete, unterstützt von der portugiesischen Bischofskonferenz, die kirchenrechtlichen Schritte für eine Heiligsprechung in die Wege. Seit Juni 2013 ist die zuständige vatikanische Kongregation für die Selig- und Heiligsprechungsprozesse mit der Prüfung befasst.
Innerhalb der Deutsche Arbeitsgemeinschaft für Mariologie (DAM) gilt Sr. Maria als „Wegbereiterin der Botschaft von Fátima“.

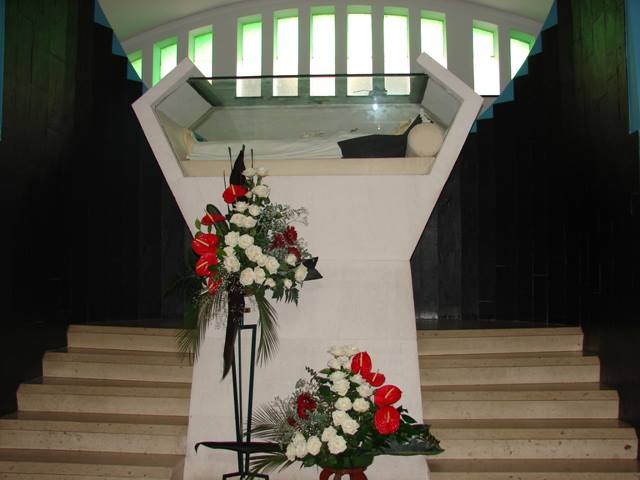
Der unverweste Leib der seligen Schwester Maria vom Göttlichen Herzen in der Herz-Jesu-Kirche